# Huss Richárd
Huss Richárd (Beszterce, 1885. február 2. – Debrecen, 1941. február 14.) erdélyi szász származású nyelvész, művelődés-történész, germanista, filológus.

## Tagságai
A Luxemburgi Tölgylomb Koronarend, a Tisza István Tudományos Társaság rendes tagja volt. A Luxemburgischer Sprachverein tiszteletbeli, a müncheni Deutsche Akademie levelező, a Svensk–Ungarische Sällskapet külső tagja volt. Az Alemannia Diákszövetség tagja volt.

## Életpályája
Szülei: Husz Mihály és Budaker Lina voltak. A bécsi és strassburgi egyetemen tanult. Ezután Marburgban, a német nyelvatlasz munkálatait tanulmányozta. 1907-ben a strassburgi egyetemen magántanár lett. 1908–1910 között Nancyban, 1911-ben Bordeaux-ban az egyetem német nyelvi lektora volt. 1912–1913 között a kolozsvári egyetem magántanára volt. 1913-ban a Debreceni Református Kollégium rendkívüli, 1914–1918 között rendes tanára volt. 1914–1918 között a Debreceni Egyetem rendkívüli tanára, 1918-tól nyilvános rendes tanára és a Német Fonetikai Intézet alapító igazgatója volt. 1934–1935 között az Ungarländische Deutsche Volksbildungsverein elnökhelyettese volt. 1935–1938 között a Volksdeutsche Kameradschaft (Népi Németek Bajtársi Szövetsége) társelnöke volt.
Gimnáziumi tanárától – Gustav Kischtől – vette át azt a ma már elavult elméletet, mely szerint az erdélyi szászok luxemburgi eredetűek. Ennek az elméletnek a szellemében közel 30 éven át dolgozott az erdélyi német nyelvatlaszon, de halála megakadályozta befejezését. Részt vett a magyarországi németek kulturális életének vezetésében: a Deutschen Volksboten kiadója volt.

## Művei
- Vergeleichende Lautlehre des Siebenbürgisch-Moselfrankisch-Ripuarischen mit den moselfrankischen und wallonischen Mundarten (Nagyenyed-Nagyszeben, 1908)
- Leid und Freud in Musenarmen (Versek; Leipzig–Hermannstadt, 1909)
- Az erdélyi német nyelvjárás tanulmányozás mai állása (Budapest, 1913)
- Siebenbürgisch-deutsches Sprachatlas (Korrespondenzblatt des Vereins für siebenbürgische Landeskunde; Hermannstadt, 1914)
- Hände weg! Deutsch–ungerländische Kriegsgedichte aus dem Weltkrieg. 1914–1917. – Ne bánts!… Magyarországi német háborús költészet. (Debrecen, 1917)
- A gótok háborús költészete. (A debreceni tudományegyetem népszerű főiskolai tanfolyamán tartott előadások. 20. Debrecen, 1918)
- A Nibelungének fejlődése és a pannoniai tradíció. (A debreceni tudományegyetem népszerű főiskolai tanfolyamán tartott előadások. 24. Debrecen, 1919)
- Die Besiedlung des Sachsenlandes in Siebenbürgen. 1 térképmelléklettel (Zeitschrift für Deutsche Mundarten, 1923)
- Der Name der Germanen (Debrecen, 1924)
- Luxemburgische Uhrheimatfrage die Siebenbürger Sachsen (Lipcse, 1926)
- Pfefferkorn. Humanizmus és reformáció (Debrecen, 1926)
- Studien zum Luxemburgischen Sprachatlas (Luxemburg, 1927)
- Die siebenbürgische Landschaft und ihre Sagen. (Jahrbuch der Luxemburgischen Sprachgesellschaft, 1927)
- A „Tell Vilmos” forrásai.– A természet Schiller „Tell Vilmosában.” – A „Scarniunga” és az „Aqua nigra” nevű folyók mint Walamir pannóniai birodalmának határai (Debreceni Szemle, 1927)
- Geistesgeschichtlicher Überblick über das Schriftum des Siebenbürger Deutschen. (Vorlesungen. Debrecen, 1929)
- A „Nemetes” törzs Feistnél (Debreceni Szemle, 1929)
- Nordsiebenbürgische Sprichwörter (Jahrbuch der Luxemburgischen Sprachgesellschaft, 1930)
- Az ún. indogermán labiovelárisok kérdéséhez (Egyetemes Philologiai Közlöny, 1933)
- Die Familienname Huss in Luxemburg und Siebenbürgen und das Geschlecht der gotisch-altbairischen Huosi (Jahrbuch der Luxemburgischen Sprachgesellschaft, 1933)
- Goethe halálának 150 éves évfordulójára. Huss Richárd előadása Goethéről (Debrecen, 1933)
- A nemzeti szociálizmus Németországban és a Nemzeti Liga Magyarországon (Debrecen, 1934)
- Die Erstürmung der Burg Ofen und die Befreiung Ungarns von der Türkenherrschaft. (Volksbücher der Neuen Heimatsblätter. 1. Pécs, 1936)

## Díjai
- Prinz–Eugen-díj (1941)